# Canarium mutabile
Canarium mutabile, tên tiếng Anh: variable stromb, là một loài ốc biển, là động vật thân mềm chân bụng sống ở biển trong họ Strombidae, họ ốc nhảy.

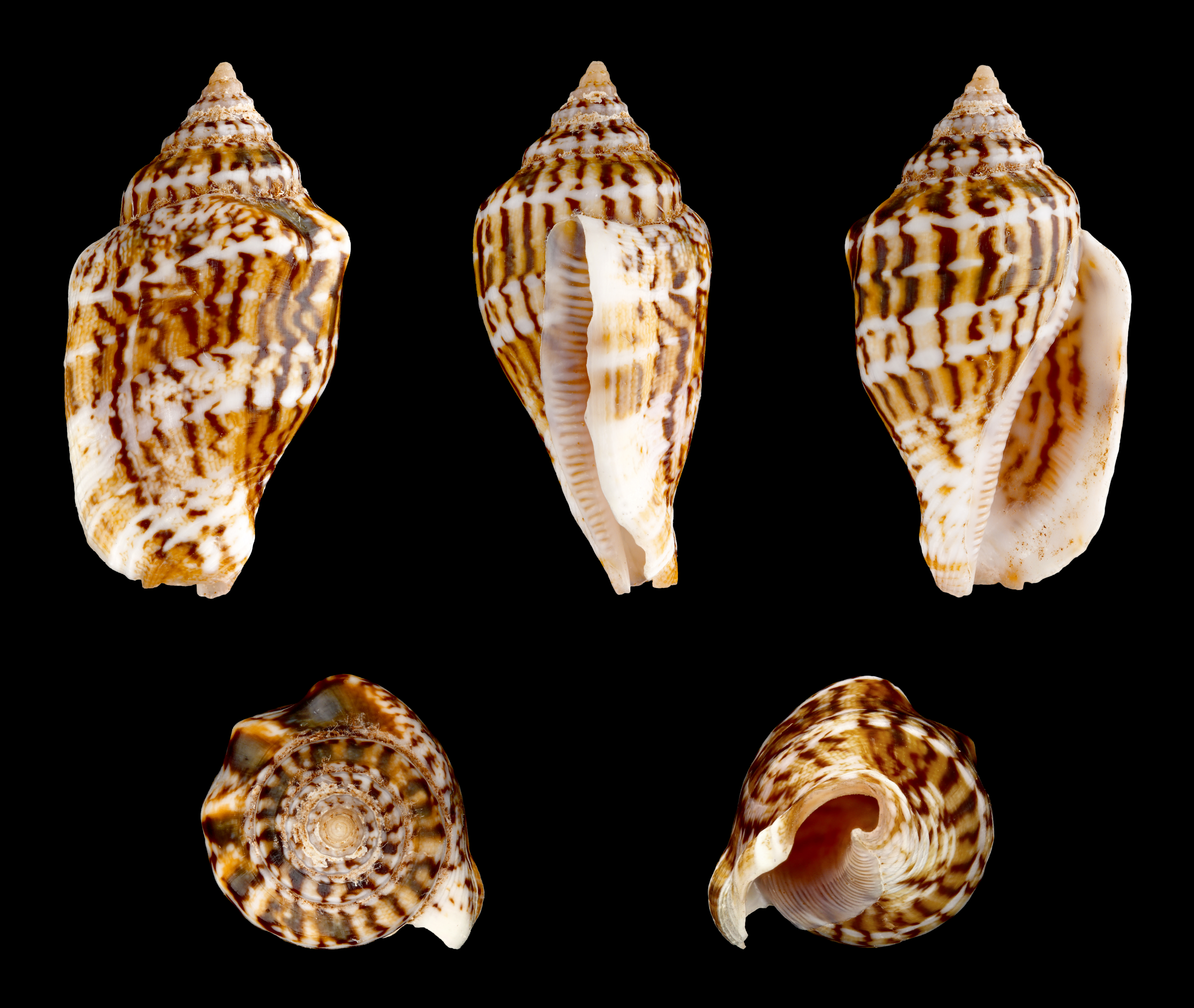
forma zebriolatus

## Hình ảnh

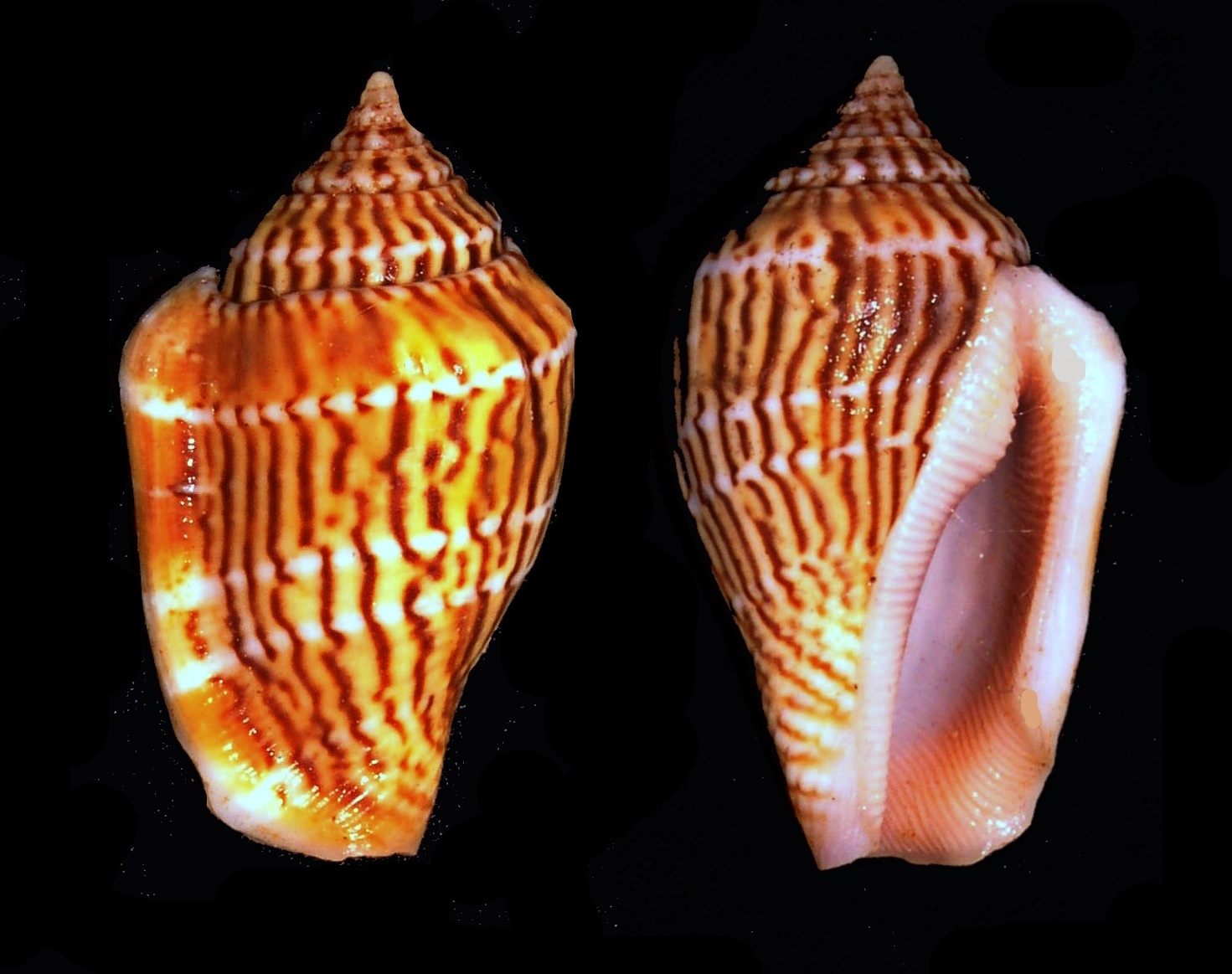
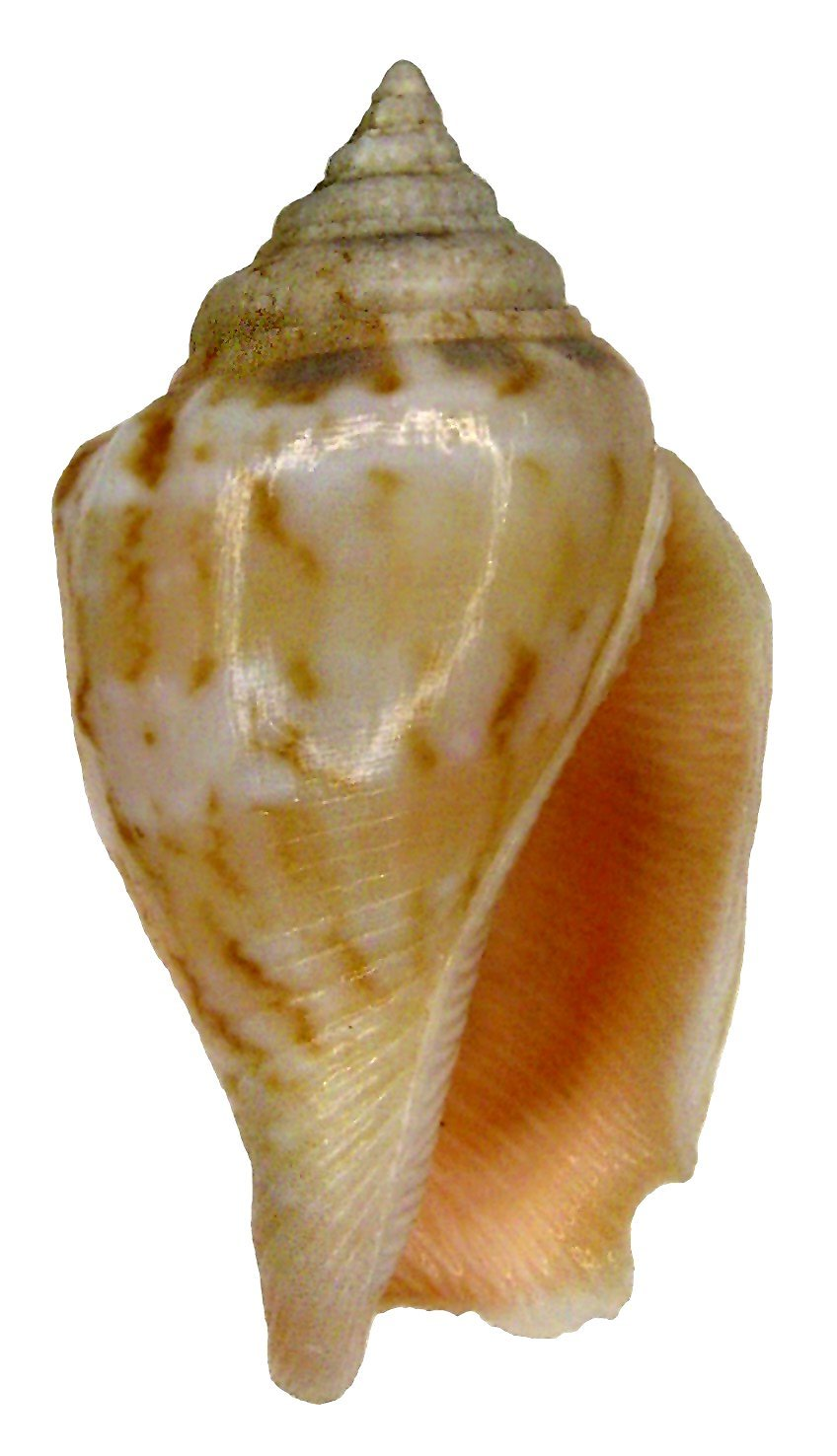
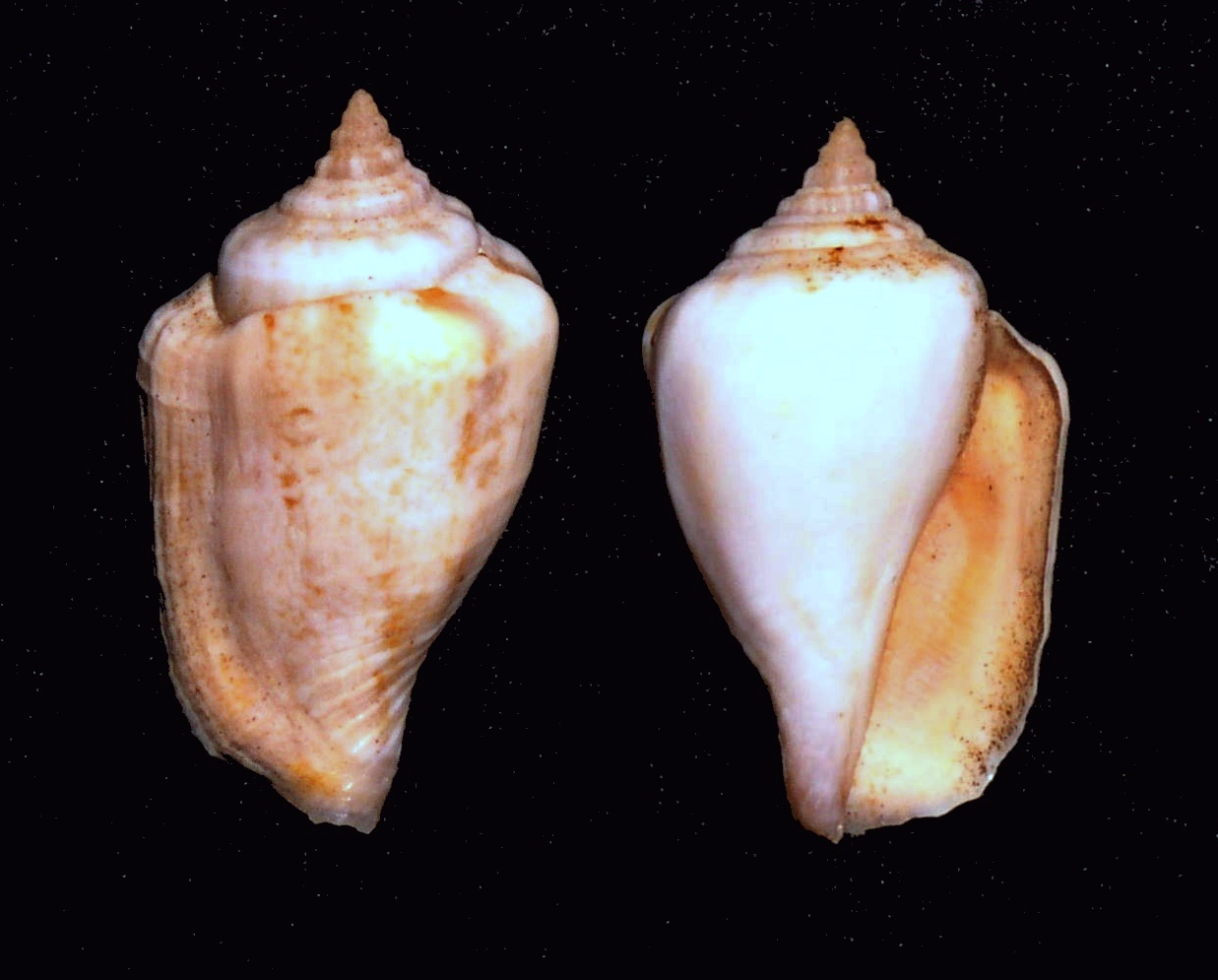
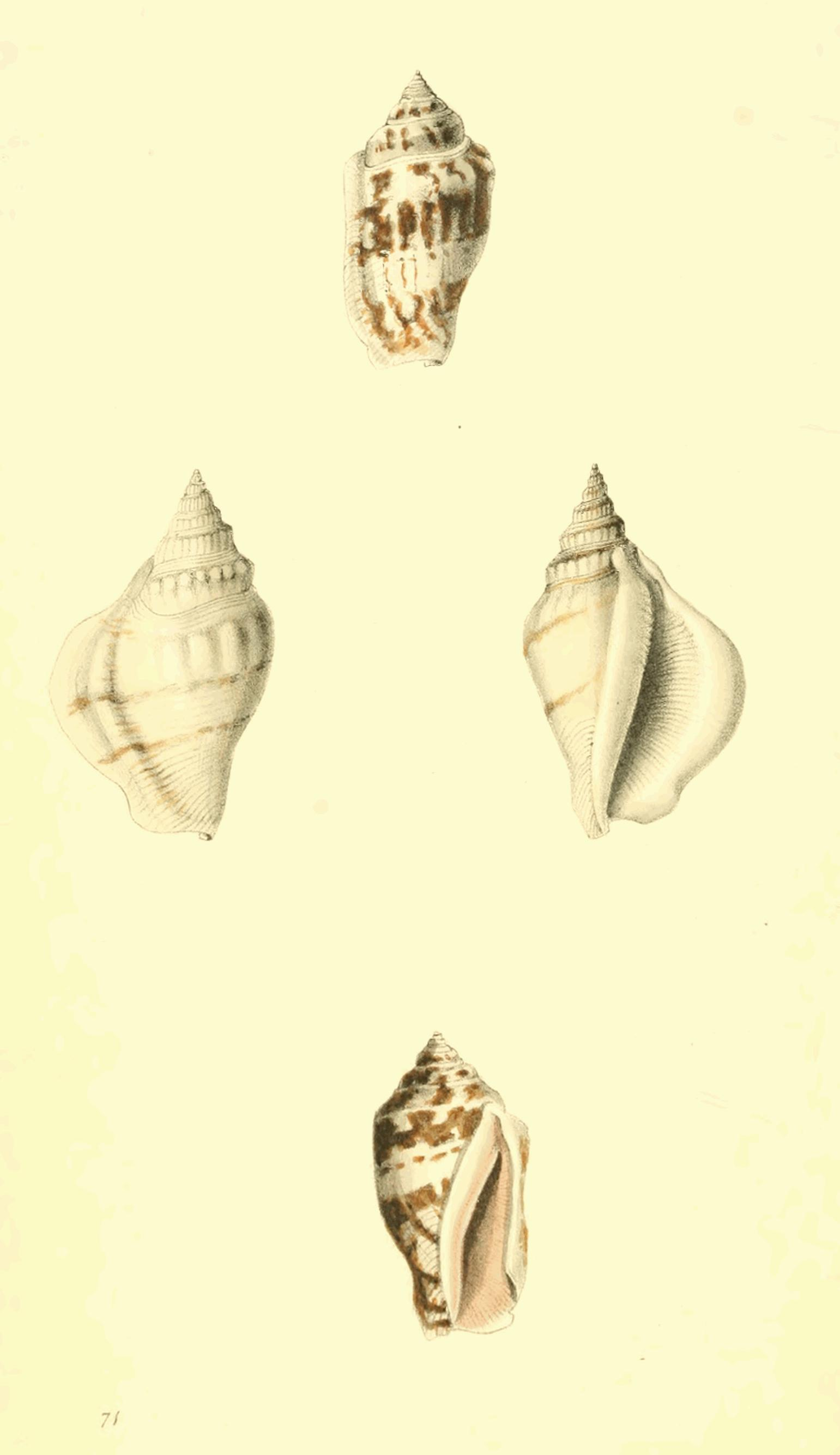